# Schloss Jettenbach

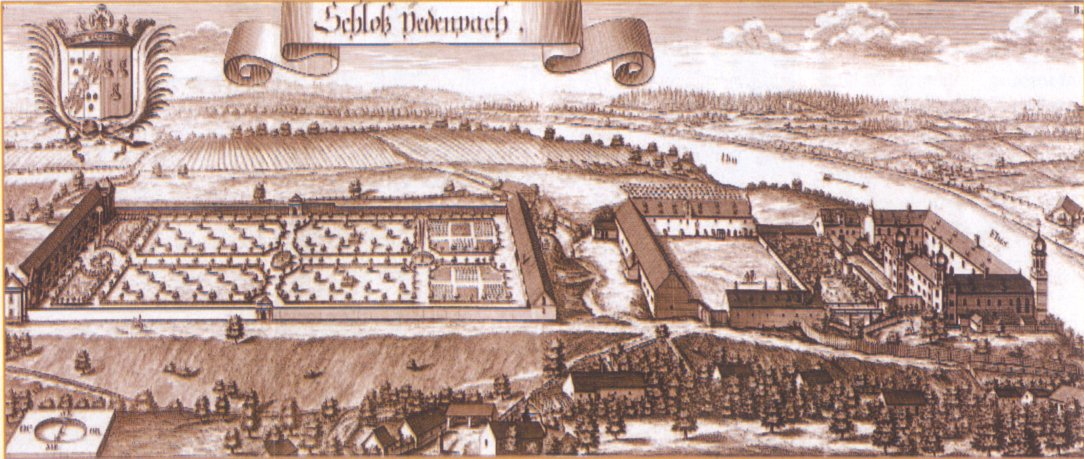
Stich von Michael Wening, um 1720

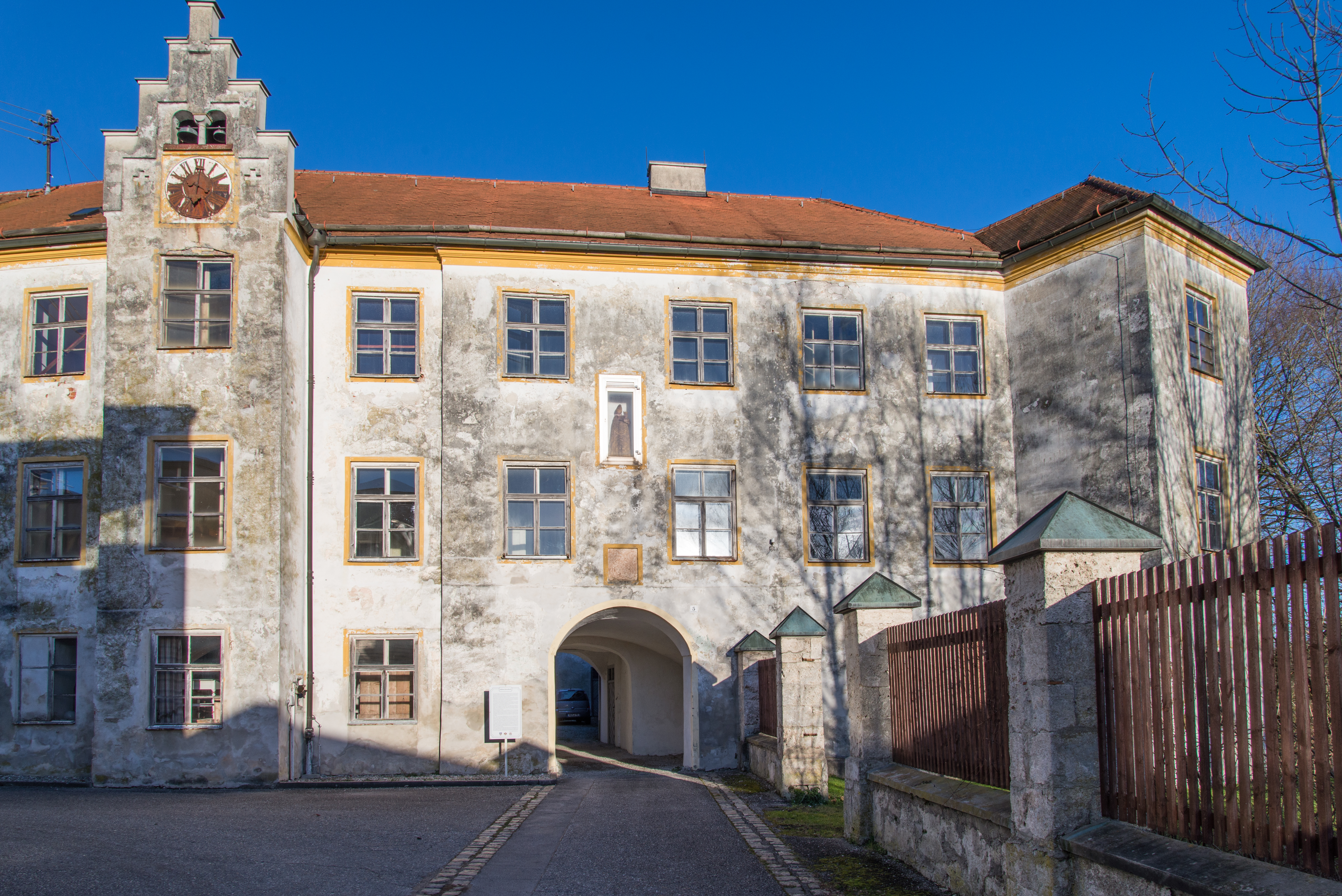
Eingangstor zum erhaltenen Innenhof von Schloss Jettenbach

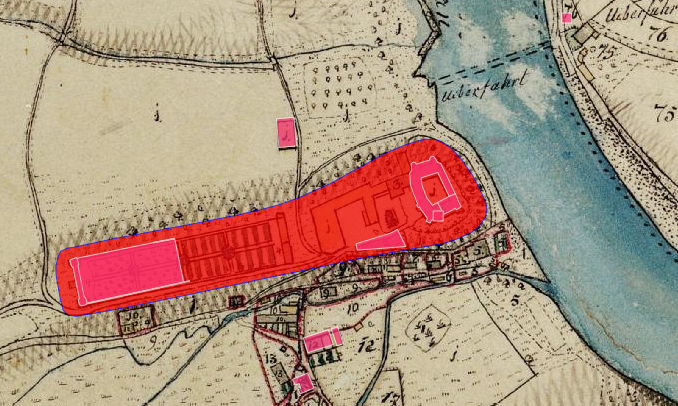
Lageplan von Schloss Jettenbach auf dem Urkataster von Bayern

Das Schloss Jettenbach befindet sich in der oberbayerischen Gemeinde Jettenbach im Landkreis Mühldorf am Inn. Die Anlage ist unter der Aktennummer D-1-83-122-3 als Baudenkmal verzeichnet. „Untertägige mittelalterliche und frühneuzeitliche Befunde im Bereich von Schloss Jettenbach und seiner Vorgängerbauten mit barocken Gartenanlagen“ werden zudem als Bodendenkmal unter der Aktennummer D-1-7840-0182 geführt.

## Geschichte
Jettenbach wird erstmals in der Mitte des 12. Jahrhunderts erwähnt, als Hettich von Itenbach hier eine vermutlich hölzerne Veste über dem Inn errichten ließ. Die Heirat von Ida von Itenbach mit Wiepot von Toerring begründete den Zweig Toerring-Jettenbach.

## Baubeschreibung

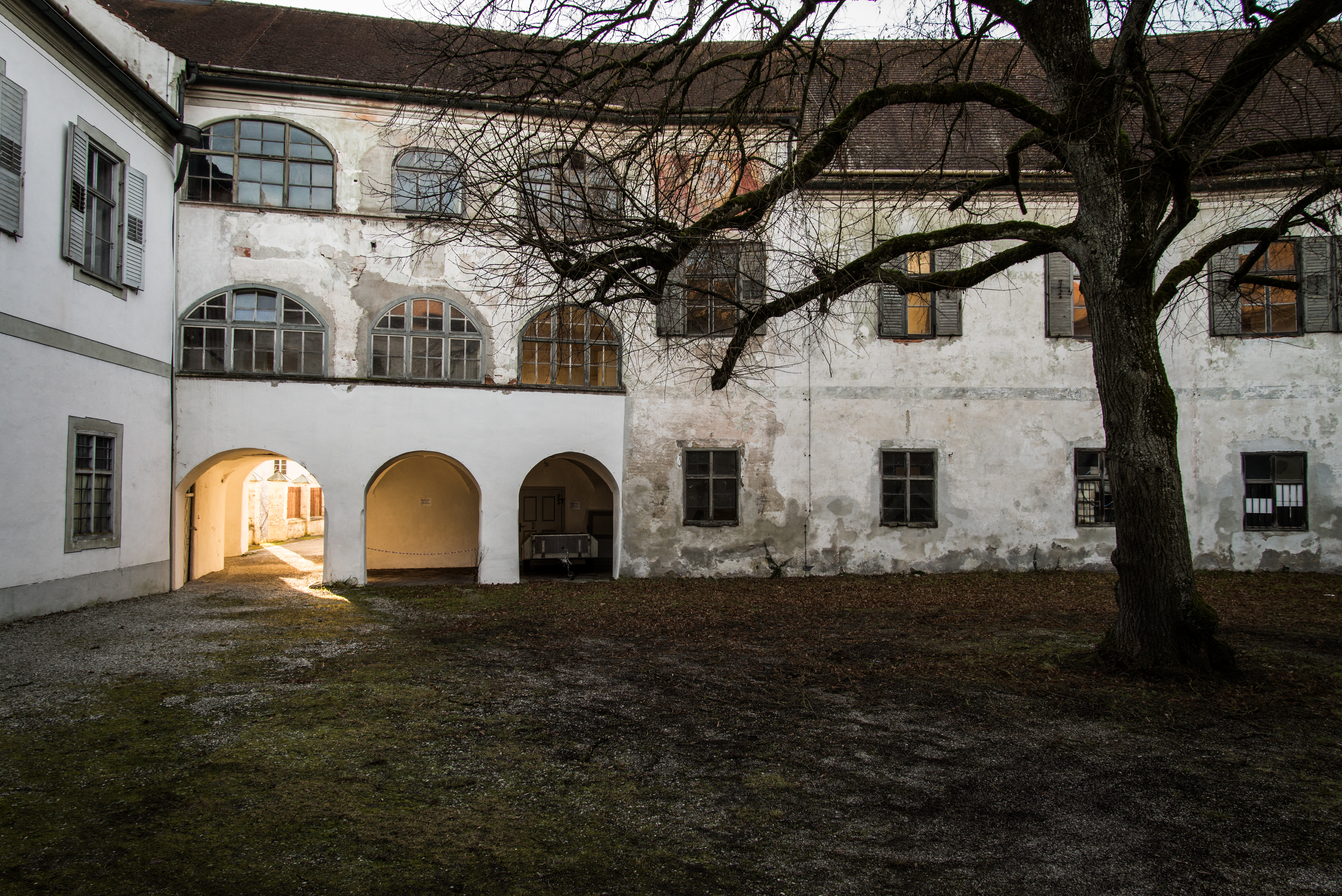
Innenhof von Schloss Jettenbach

Die hölzerne Veste wurde 1511 durch einen Steinbau ersetzt und 1622 mit ökonomischen Nebengebäuden und einem Brauhaus erweitert. Bis zum Ende des 17. Jahrhunderts entstanden weitere Flügel. In dieser Zeit wurde auch der Schlosspark angelegt. 1726 ließ Graf Ignaz von Törring ein neues Brauhaus errichten und eine eigene Wasserleitung in das Schloss und die Brauerei legen. Im 18. Jahrhundert wurde das gesamte Schloss barockisiert. Als Hauptwohnsitz nutzt die gräfliche Familie das 1567 erworbene Schloss Frauenbühl in Winhöring.
1855 brannte das Schloss Jettenbach bis auf die Außenmauern nieder und wurde in den beiden folgenden Jahren in einfacherer Art zu seinem heutigen Aussehen wieder aufgebaut. Das Innere wurde durch die Nutzung als Flüchtlingsunterkunft nach dem Zweiten Weltkrieg und als Brauereiverwaltung in den Jahren danach stark verändert. Heute steht die Anlage leer und ist sanierungsbedürftig; die Eigentümerfamilie Toerring plant mittelfristig eine umfassende Renovierung der Anlage.

### Schlosskapelle
Die Schlosskapelle stammt im Ursprung aus dem Jahr 1356. 1734 wurde St. Vitus barockisiert. 1920 fand eine letzte Erweiterung statt; zwischen 1989 und 1996 wurde die Kapelle renoviert.